# Straumgjerde
Straumgjerde är en tätort i Sykkylvens kommun i Møre og Romsdal fylke i västra Norge. Orten ligger vid fylkesväg 60, längst inne vid Sykkylvsfjorden.